# Anosia sumatrana
Anosia sumatrana är en fjärilsart som beskrevs av Moore 1883. Anosia sumatrana ingår i släktet Anosia och familjen praktfjärilar. Inga underarter finns listade i Catalogue of Life.